# Bidarikoppa, Shikarpur
Bidarikoppa là một làng thuộc tehsil Shikarpur, huyện Shimoga, bang Karnataka, Ấn Độ.